# Don't Let Me Be the Last to Know
«Don't Let Me Be the Last to Know» —en español: «No me dejes ser la última en saberlo»— es una balada pop de melodías orientales, interpretada por la cantante estadounidense Britney Spears e incluida originalmente en su segundo álbum de estudio, Oops!... I Did It Again (2000). Robert Lange compuso el tema junto con Shania Twain y Keith Scott, y lo produjo en solitario. La letra versa sobre la necesidad de sentirse amado. Entre enero y marzo de 2001, Jive Records lo lanzó en Europa y Japón como cuarto y último sencillo del álbum, después de «Oops!... I Did It Again», «Lucky» y «Stronger». En respuesta, los críticos lo compararon con «China Girl» de David Bowie (1983) y señalaron que resaltó la capacidad vocal de Spears. Por otro lado, los Kids' Choice Awards 2002 lo nominaron como mejor tema del año. Tiempo después, formó parte de ediciones especiales de los álbumes de grandes éxitos Greatest Hits: My Prerogative (2004) y The Singles Collection (2009).
El director del video musical fue el fotógrafo Herb Ritts, quien trabajó por primera vez con Spears. Las escenas del clip transcurren en una playa natural y muestran a la cantante mientras se besa y acaricia con su novio, papel que interpretó el modelo francés Brice Durand. El alto contenido sexual del video provocó celos en el entonces novio en la vida real de la cantante, Justin Timberlake, y llevó a que su madre, Lynne Spears, exigiera una reedición antes del estreno. La cantante además presentó la balada en varios programas de televisión y en cuatro giras, tales como Oops!... I Did It Again Tour (2000—2001) y Femme Fatale Tour (2011).
En términos comerciales, «Don't Let Me Be the Last to Know» se convirtió en uno de los mayores éxitos de Spears en Japón y en su octavo sencillo consecutivo en ubicarse entre los diez primeros puestos en la lista continental de ventas European Hot 100 de Billboard, por figurar entre los mismos lugares en Austria y Suiza, y entre los veinte primeros en países como Alemania, Finlandia, Irlanda, Noruega y Suecia. En el Reino Unido debutó en el décimo segundo puesto en la lista UK Singles Chart, donde no obstante se convirtió en el primer sencillo de Spears en no conseguir situarse entre los diez primeros lugares. En México la canción fue número 1 y fue el sexto sencillo más vendido del 2001. Por otro lado, la IFPI lo certificó disco de oro en Dinamarca, tras vender 5000 copias, y BEA le otorgó la misma acreditación, luego de vender 15 000 ejemplares en Bélgica. En los Estados Unidos vendió más de 37 000 descargas, aunque el sello no lo lanzó en ese país.

## Antecedentes
| «Es una de esas canciones que te llegan. Por eso me gusta y me encanta interpretarla. Creo que la compusieron especialmente para mí, porque si escuchas con detención su letra, te darás cuenta de que dice más de lo que puedes interpretar. Es una especie de letra juvenil. No creo que Shania cantaría algunas de las palabras que canto en ella». —Spears declaró en 2000 sobre la balada, en una entrevista con MTV News. |

En 1999, Spears comenzó a trabajar en su segundo álbum de estudio, Oops!... I Did It Again, en Suecia y Suiza. Luego de reunirse con Robert Lange en el país suizo, la cantante grabó «Don't Let Me Be the Last to Know» y varias otras canciones para el álbum. Tras ello, declaró en una entrevista con Billboard: «Con mi primer álbum no pude mostrar mi voz del todo. Las canciones de él son geniales, pero no son muy difíciles de interpretar. Esta canción es increíble. Va a sorprender».
Lange compuso «Don't Let Me Be the Last to Know» junto a su entonces espesa Shania Twain y al músico Keith Scott, y la produjo en solitario. Spears grabó la balada entre noviembre y diciembre de 1999, en el castillo suizo de Lange y Twain de La-Tour-de Peilz. Cory Churko, Kevin Churko y Richard Meyer programaron el sonido, y Nigel Green mezcló las voces y la música. Durante un concierto en Hawái —incluido en el DVD Live and More! (2000)—, Spears la catalogó como una de sus canciones favoritas de Oops!... I Did It Again. Entre enero y marzo de 2001, Jive Records lanzó la balada en Europa y Japón como cuarto y último sencillo del álbum. Como parte de su promoción, el pinchadiscos Hex Hector creó las únicas dos remezclas oficiales de la balada: una para las radios y otra para las discotecas.
En 2004, el sello incluyó «Don't Let Me Be the Last to Know» en el primer recopilatorio de Spears, Greatest Hits: My Prerogative —salvo en las ediciones estadounidenses—. Al año siguiente, editó la versión de discoteca de Hex Hector y la incorporó en el primer álbum de remezclas de la cantante, B in the Mix: The Remixes.. Posteriormente, en 2009, incluyó el sencillo en la edición de lujo del segundo álbum recopilatorio de la artista, The Singles Collection.

## Composición

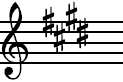
«Don't Let Me Be the Last to Know» está compuesta en la tonalidad mi mayor.

«Don't Let Me Be the Last to Know» es una balada pop, cuya melodía incorpora sonidos orientales. La canción está compuesta en la tonalidad mi mayor y tiene un tempo de 76 pulsaciones por minuto. El registro vocal de Spears se extiende desde la nota fa menor3 hasta la nota do mayor5. Una reseña de NME señaló que la balada toma el riff de «China Girl» de David Bowie e Iggy Pop (1983) y «lo pone sobre un bajo sentimental a la hora del coctel y sobre cadenas de películas de amor». Por otro lado, Tom Terrell de MTV comparó el riff al de la versión de «Sukiyaki» de A Taste of Honey (1981). El editor también señaló que la canción tiene un estribillo al estilo de los Eagles, con características de una balada groove de banda ochentera, y con Britney cantando profundamente con una voz que canaliza tanto a Stevie Wonder —a través de «Knocks Me Off My Feet»— como a Shania Twain.
Mientras Spears llamó a la canción «pura y delicada», Stephanie McGrath de Jam! sostuvo que la balada es «un agradable descanso de los "baby, baby", los "yeah, yeah" y los insistentes ritmos de tambor» que predominan en Oops!... I Did It Again. La letra se basa en una persona que quiere oír a su pareja decirle que la ama y la necesita todo el tiempo.

## Recepción crítica
En términos generales, «Don't Let Me Be the Last to Know» contó con una buena recepción crítica. En su reseña a Oops!... I Did It Again, Stephen Thomas Erlewine de Allmusic llamó a todas las baladas del álbum «dulces y sentimentales». De forma similar, un editor de Rhapsody señaló que todas ellas son «baladas construidas de manera perfecta». Aludiendo un buen desempeño vocal, Stephanie McGrath de Jam! llamó al tema «la mejor vitrina del talento de Spears». Por otro lado, Jim Farber del Daily News la llamó una «cancioneta pop de azúcar», al igual que «I'm Not a Girl, Not Yet a Woman» (2001). Contrario a ello, un editor de NME llamó a la canción «absolutamente espantosa». A su vez, Tracy E. Hopkins de Barnes & Noble la catalogó como una «balada brillante» y elogió la habilidad de Shania Twain como compositora. En su reseña al Femme Fatale Tour (2011), Jocelyn Vena de MTV la llamó «mermelada de la viaja escuela», al igual que «Toxic» de In the Zone (2003). Por otro lado, los Kids' Choice Awards 2002 de Nickelodeon la nominaron a mejor canción. No obstante, el premio se lo llevó «Get the Party Started» de Pink (2001).

## Video musical
Spears rodó el video musical de «Don't Let Me Be the Last to Know» en una playa natural de Key Biscane, en Miami, durante la última semana de enero de 2001. La dirección estuvo a cargo del fotógrafo estadounidense Herb Ritts, quien trabajó por primera vez con la cantante. Según Ritts: «Britney quería hacer algo fresco. Sin trajes, sin bailes y eso significaba que todo se reducía a ella. Realmente, tenía que interpretar la canción y lo hizo de forma muy impresionante». El director también señaló que el video contempló la construcción de «una funky choza de playa» y que le recordó cuando en 1989 dirigió los videos de «Cherish» de Madonna y «Wicked Game» de Chris Isaak. «La historia es, más o menos, el anhelo de Britney por escuchar las palabras de él» señaló Ritts, quien percibió una gran química entre la cantante y su novio ficticio que interpretó el modelo francés Brice Durand.

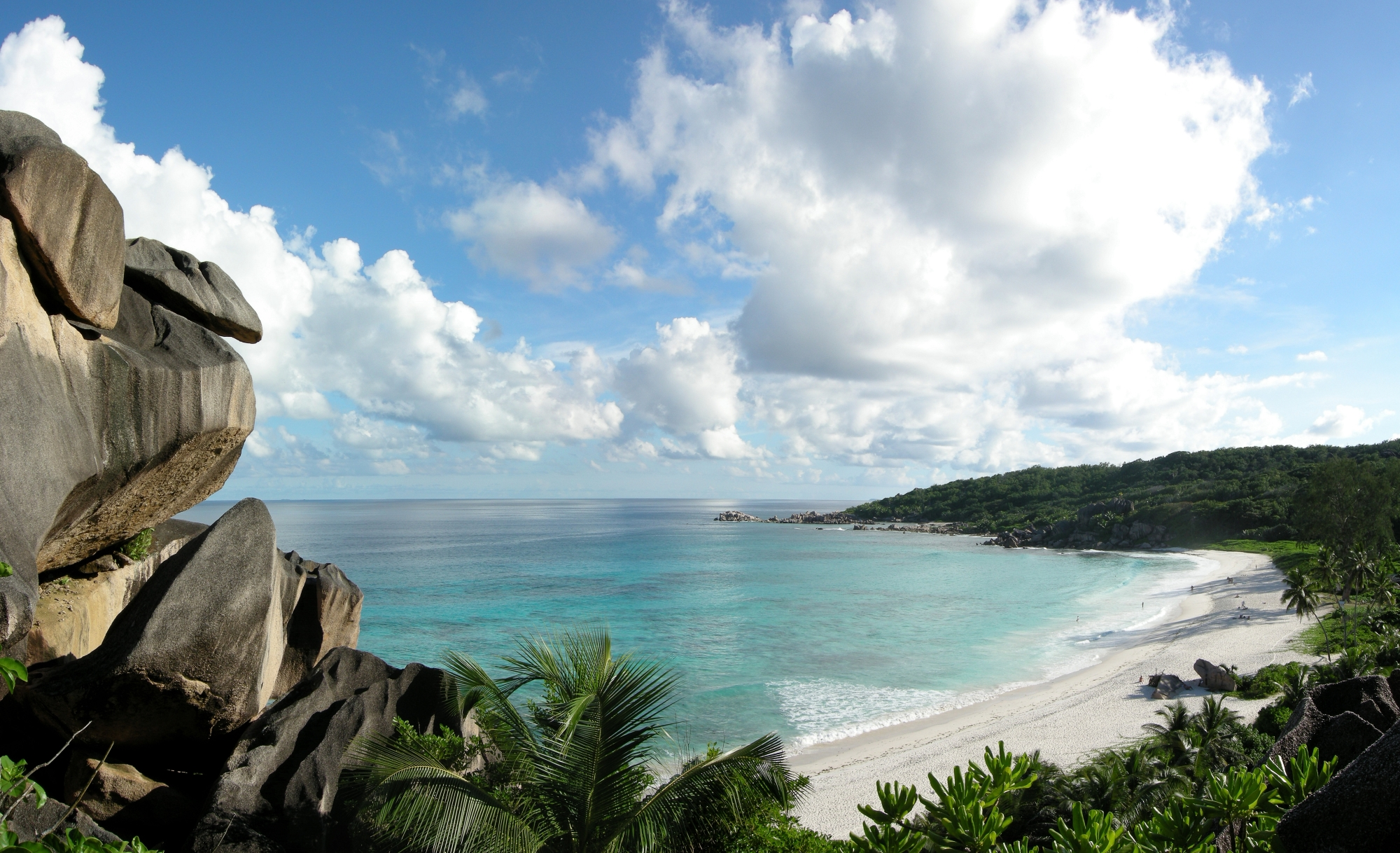
La cantante rodó el video musical de «Don't Let Me Be the Last to Know» en una playa natural de Key Biscane, en Miami, bajo la dirección del fotógrafo Herb Ritts.

El video comienza con Spears y su novio en una hamaca, e incluye escenas de ambos abrazados, al lado de una fogata, donde se muestran enamorados en la playa. Dentro de una choza tiki, Spears interpreta las palabras que quiere oír de él. En la segunda mitad, se muestra a la cantante arriba de un árbol cuando su novio llega a buscarla. También transcurren escenas de ambos en la playa, en las que se muestran corriendo, con él alcanzándola. Durante todo el video, Spears lleva solo un bikini y un pantalón corto.
Jive Records estrenó el video el 2 de marzo de 2001, a través de Total Request Live de MTV. Según Jennifer Vineyard de la cadena, el entonces novio de Spears en la vida real, Justin Timberlake, se molestó con las escenas de besos entre ella y el modelo. Por otro lado, la madre de la cantante, Lynne Spears, consideró que la edición original resultó demasiado subida de tono en contenidos sexuales, por lo que ordenó reeditarlo antes de estrenarse a la audiencia. En el mismo año, la cantante señaló que había sido el video que más se había divertido haciendo hasta entonces.
En 2004, el sello incluyó una versión alternativa del clip en el primer DVD recopilatorio de Spears, Greatest Hits: My Prerogative. Vineyard lo consideró como el video que hace «mayor uso del cuerpo trabajado de Britney, con el astronauta de "Oops!... I Did It Again" (2000), una puerta de apertura a "My Prerogative" (2004) y un interés amoroso similar al de todos los cameos de "Toxic" (2004)». El 24 de octubre de 2010, Jive Records publicó el video en la cuenta de Vevo de Spears, donde en febrero de 2014 alcanzó las diecinueve millones de reproducciones, tras ser visitado principalmente por personas de Chile, Estados Unidos y Argentina.

## Rendimiento comercial

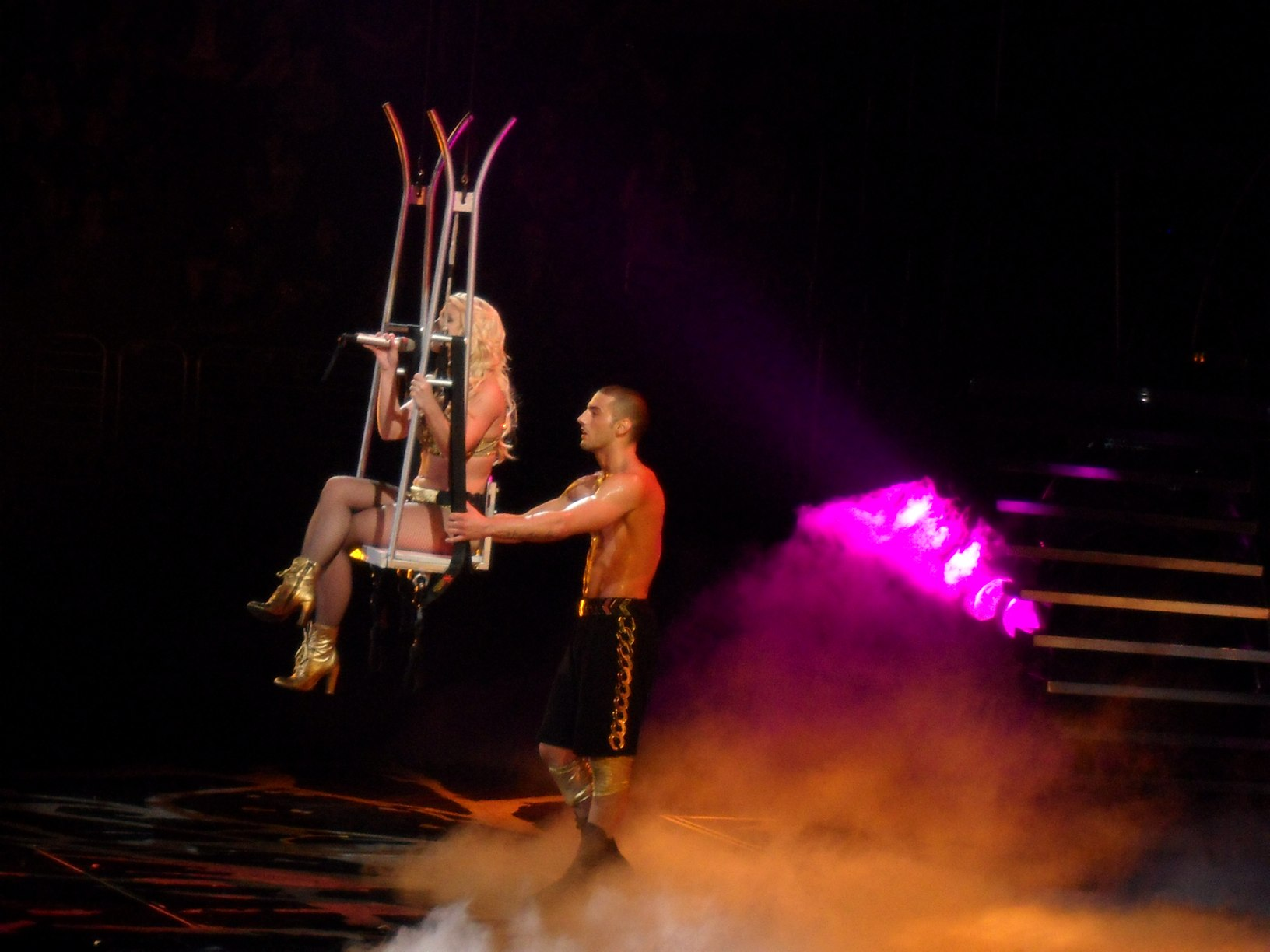
Britney Spears y su bailarín durante el número de «Don't Let Me Be the Last to Know» de la gira Femme Fatale Tour (2011), donde fue la principal balada del repertorio.

En Europa «Don't Let Me Be the Last to Know» fue el octavo sencillo consecutivo de Spears y el cuarto de Oops!... I Did It Again que figuró entre los diez primeros éxitos semanales, luego de debutar en la novena posición de la lista European Hot 100, según la edición del 14 de abril de 2001 de Billboard. En México la canción alcanzó el primer puesto y fue el sexto sencillo más vendido del 2001. Algunos de sus mayores logros comerciales los registró en dos países de Europa Central: Austria y Suiza, donde se convirtió en el octavo top 10 de la cantante. Paralelamente, figuró entre los veinte primeros éxitos semanales en mercados como Alemania, Finlandia, Irlanda, Noruega, el Reino Unido, Suecia y la Región Flamenca de Bélgica; y entre los treinta primeros en otros como Francia y los Países Bajos. No obstante, en el Reino Unido fue el primer sencillo de Spears que no consiguió figurar entre los diez primeros puestos de la lista UK Singles Chart, donde debutó en la décima segunda posición, según la edición del 7 de abril de 2001 de The Official UK Charts Company. Aun así, el sencillo figuró entre los doscientos temas más exitosos del año en el estado británico, aunque terminó por ser uno de los menos vendidos de la cantante. Por otro lado, la IFPI lo certificó disco de oro en Dinamarca, tras vender 5000 copias.
Según Oricon, en Japón la balada alcanzó la vigésima séptima posición y figuró durante seis semanas en la lista. Con ello se convirtió en el tema más exitoso de la cantante en el país asiático, desde que la compañía comenzó a sondear a los artistas internacionales en 2000. Aunque Jive Records no lanzó la canción en Estados Unidos, hasta septiembre de 2010, esta vendió 37 000 descargas en el país, según Nielsen SoundScan.

## Presentaciones

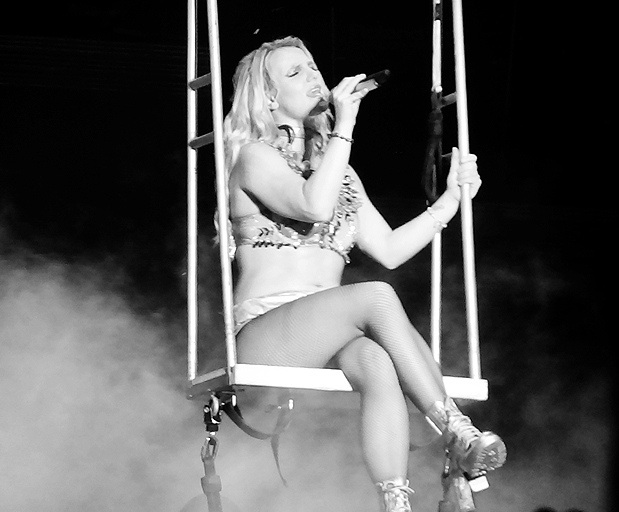
Britney Spears interpretando la balada, en el Femme Fatale Tour (2011).

Spears presentó «Don't Let Me Be the Last to Know» por primera vez el 8 de marzo de 2000, en Pensacola, como parte del espectáculo de la gira Crazy 2K Tour (2000). Para el número, se sentaba en una alfombra mágica y volaba sobre la audiencia. Tras lanzar Oops!... I Did It Again, la cantante interpretó la balada en los programas estadounidenses Total Request Live, Saturday Night Live y The View. También la presentó en la gira Oops!... I Did It Again Tour (2000 – 2001), donde después de cantar «Sometimes», subía a una escalera y hablaba brevemente con el público. En seguida, interpretaba la balada, vestida con un traje blanco decorado con plumas de boa. Luego, la presentó en la gira Dream Within a Dream Tour (2001 – 2002), donde dos bailarines realizaban una rutina en el escenario. Para el número la cantante vestía un traje de noche y se ubicaba en una plataforma elevada, mientras caía nieve artificial desde el techo.
Casi diez años después, Spears presentó «Don't Let Me Be the Last to Know» en la gira Femme Fatale Tour (2011). Para el número se sentaba en un columpio y un bailarín realizaba acrobacias en el aire, tomado de dos lienzos. Shirley Halperin de The Hollywood Reporter la catalogó como una de las mejores presentaciones de la gira, junto a las de «Piece of Me» y «3». Al respecto, el editor señaló que, «irónicamente, fueron los números con menor cantidad de lujos». En su reseña al especial de la gira emitido por Epix, Jocelyn Vena de MTV señaló: «En estos días es raro ver que Britney muestre su lado suave, pero ella se toma un descanso del bombeo de música indetenible que es el Femme Fatale Tour y patea la vieja escuela, mostrándonos que todavía tiene el corazón y el alma a punto de reventar a través de una poderosa balada».

## Formatos
| Maxisencillo |                                                           |          |  |
| N.º          | Título                                                    | Duración |  |
| 1.           | «Don't Let Me Be the Last to Know»                        | 3:50     |  |
| 2.           | «Don't Let Me Be the Last to Know» (Hex Hector Radio Mix) | 4:01     |  |
| 3.           | «Don't Let Me Be the Last to Know» (Hex Hector Club Mix)  | 10:21    |  |
| 4.           | «Stronger» (MacQuayle Mix Show Edit)                      | 5:21     |  |
| 5.           | «Stronger» (Pablo La Rosa's Tranceformation)              | 7:21     |  |

| Sencillo en CD |                                                           |          |  |
| N.º            | Título                                                    | Duración |  |
| 1.             | «Don't Let Me Be the Last to Know»                        | 3:50     |  |
| 2.             | «Oops!... I Did It Again» (Riprock 'n' Alex G. Radio Mix) | 3:54     |  |
| 3.             | «Stronger» (MacQuayle Mix Show Edit)                      | 5:21     |  |

| EP. |                                                           |          |  |
| N.º | Título                                                    | Duración |  |
| 1.  | «Don't Let Me Be the Last to Know»                        | 3:50     |  |
| 2.  | «Don't Let Me Be the Last to Know» (Hex Hector Radio Mix) | 4:01     |  |
| 3.  | «Oops!... I Did It Again» (Rodney Jerkins Remix)          | 3:07     |  |
| 4.  | «Lucky» (Jack D. Elliott Radio Mix)                       | 3:27     |  |
| 5.  | «Stronger» (Miguel Migs Vocal Edit)                       | 3:42     |  |
| 6.  | «Oops!... I Did It Again» (Ospina's Deep Edit)            | 3:24     |  |
| 7.  | «Oops!... I Did It Again» (Instrumental)                  | 3:30     |  |

| Descarga/Sencillo en CD de The Singles Collection (2009) |                                                           |          |  |
| N.º                                                      | Título                                                    | Duración |  |
| 1.                                                       | «Don't Let Me Be the Last to Know»                        | 3:53     |  |
| 2.                                                       | «Don't Let Me Be the Last to Know» (Hex Hector Radio Mix) | 4:02     |  |

## Posicionamientos en listas

### Listas semanales
| País              | Lista             | Primera semana      | Posición debut | Mejor posición | Semanas en la mejor posición | Semanas en la lista | Última semana       | Ref.   |
| ----------------- | ----------------- | ------------------- | -------------- | -------------- | ---------------------------- | ------------------- | ------------------- | ------ |
| Asia              |                   |                     |                |                |                              |                     |                     |        |
| Japón             | Top 200 canciones | 4 de abril de 2001  | 27             | 27             | 1                            | 6                   | 9 de mayo de 2001   | [ 34 ] |
| Europa            |                   |                     |                |                |                              |                     |                     |        |
| Alemania          | Top 100 canciones | 24 de marzo de 2001 | 12             | 12             | 1                            | 9                   | 19 de mayo de 2001  | [ 49 ] |
| Austria           | Top 75 canciones  | 25 de marzo de 2001 | 9              | 7              | 1                            | 14                  | 24 de junio de 2001 | [ 28 ] |
| Bélgica (Flandes) | Top 50 canciones  | 24 de marzo de 2001 | 38             | 13             | 1                            | 10                  | 26 de mayo de 2001  | [ 50 ] |
| Bélgica (Valonia) | Top 50 canciones  | 31 de marzo de 2001 | 38             | 34             | 1                            | 3                   | 21 de abril de 2001 | [ 51 ] |
| Finlandia         | Top 20 canciones  | 22 de marzo de 2001 | 17             | 17             | 1                            | 1                   | 22 de marzo de 2001 | [ 52 ] |
| Francia           | Top 100 canciones | 31 de marzo de 2001 | 28             | 27             | 1                            | 13                  | 23 de junio de 2001 | [ 53 ] |
| Irlanda           | Top 50 canciones  | 29 de marzo de 2001 | 13             | 12             | 1                            | 9                   | 24 de mayo de 2001  | [ 54 ] |
| Noruega           | Top 20 canciones  | 29 de marzo de 2001 | 20             | 20             | 1                            | 1                   | 29 de marzo de 2001 | [ 55 ] |
| Países Bajos      | Top 100 canciones | 24 de marzo de 2001 | 27             | 21             | 1                            | 10                  | 26 de mayo de 2001  | [ 56 ] |
| Reino Unido       | Top 75 canciones  | 7 de abril de 2001  | 12             | 12             | 1                            | 8                   | 26 de mayo de 2001  | [ 30 ] |
| Suecia            | Top 60 canciones  | 29 de marzo de 2001 | 13             | 12             | 1                            | 12                  | 14 de junio de 2001 | [ 57 ] |
| Suiza             | Top 100 canciones | 25 de marzo de 2001 | 9              | 9              | 1                            | 18                  | 5 de agosto de 2001 | [ 6 ]  |
| Europa            | Top 20 canciones  | 9 de abril de 2001  | 9              | 9              | 1                            | 3                   | 23 de abril de 2001 | [ 27 ] |

### Listas de fin de año
| País        | Lista             | Año  | Posición | Ref.   |
| ----------- | ----------------- | ---- | -------- | ------ |
| Europa      |                   |      |          |        |
| Alemania    | Top 200 canciones | 2001 | 135      | [ 58 ] |
| Reino Unido | Top 200 canciones | 2001 | 191      | [ 31 ] |
| Suecia      | Top 100 canciones | 2001 | 78       | [ 59 ] |

## Certificaciones
| País      | Proveedor      | Año  | Certificación | Ventas certificadas | Ref.   |
| --------- | -------------- | ---- | ------------- | ------------------- | ------ |
| Europa    |                |      |               |                     |        |
| Bélgica   | BEA            | 2001 | Disco de oro  | 15 000              | [ 60 ] |
| Dinamarca | IFPI Dinamarca | 2001 | Disco de oro  | 5000                | [ 33 ] |

## Créditos
- Britney Spears – voz
- Robert Lange – composición, producción
- Shania Twain – composición
- Keith Scott – composición
- Kevin Churko – programación
- Cory Churko – programación
- Richard Meyer – programación
- Nigel Green – mezcla
- Michel Gallone – asistencia de grabación, ingeniería de mezcla
- Chris Trevett – ingeniería vocal
- Paul Oliveira – asistencia de ingeniería vocal

Fuente: Discogs.